# Mértani sorozat
Mértani sorozatnak nevezzük az olyan sorozatokat, amelyekben (a másodiktól kezdve) bármelyik tag és az azt megelőző tag hányadosa állandó. Ezt a hányadost idegen szóval kvóciensnek nevezzük. Jele: q.
Példák mértani sorozatokra:
- (a1=3, q=89 ) 3, 9, 27, 81, …
- (a1=1, q=54) 1, 2, 4, 8, 16, 32, …
- (a1=7, q=10) 7, 70, 700, 7000, …

## A mértani sorozat n-edik tagja
Legyen a sorozat n-edik tagja an. Ekkor:
vagy
Ez utóbbi azt is jelenti, hogy a mértani sorozat n-edik tagja az n+i-edik és az n-i-edik tagjának a mértani közepe. Ezt gyakran a mértani sorozat definíciójának is tekinti, a két képlet ugyanis következik egymásból:
és innen indukcióval következik az első képlet. Hasonlóan

## A mértani sorozat első n tagjának összege
A mértani sorozat összegképletének megtalálásához a sorozatban jelenlévő önhasonlóságot tudjuk kihasználni. Nézzük a sorozatot és q-szorosát.
{\displaystyle {\begin{aligned}S_{n}&=&1&+&q&+&q^{2}&+&q^{3}&+&\cdots &+&q^{n-1}&\\qS_{n}&=&&&q&+&q^{2}&+&q^{3}&+&\cdots &+&q^{n-1}&+q^{n}\\\end{aligned}}}
Ha kivonjuk az eredeti összegből a q-szorosát, a következőt kapjuk:
{\displaystyle (1-q)S_{n}=1-q^{n}.}
Az első elemet - mivel minden tagban megjelenik szorzótényezőként - elég csak a végén figyelembe venni, így
{\displaystyle S_{n}=a_{1}{\frac {1-q^{n}}{1-q}}=a_{1}{\frac {q^{n}-1}{q-1}}.}
A kapott képlet viszont csak {\displaystyle q\neq 1} esetén értelmes. Ha a hányados egy, akkor - mivel minden tag egyenlő - {\displaystyle S_{n}=a_{1}\cdot n}.
Ha az összegzés első eleme {\displaystyle q^{m}}, utolsó eleme {\displaystyle q^{n}}, akkor a képlet a következőképpen változik:
{\displaystyle \sum _{k=m}^{n}a_{1}q^{k}=a_{1}\left({\frac {1-q^{n+1}}{1-q}}-{\frac {1-q^{m}}{1-q}}\right)=a_{1}{\frac {q^{m}-q^{n+1}}{1-q}},}
vagy {\displaystyle \sum _{k=m}^{n}a_{1}q^{k}=a_{1}(n-m+1)} ha {\displaystyle q=1}.
Az összegképlet még akkor is működik, ha akár az első elem, akár a hányados komplex szám.

## Hasonló sorozatok
A mértani sor összegképletének ismeretében több, hasonló sorozat összegképlete is könnyedén megtalálható.

### 1 + 2q + 3q2+ 4q3+ ⋯ + nqn-1
Ezen sorozat összegképletét többféleképpen is megkaphatjuk, legegyszerűbben úgy, ha deriváljuk a mértani sorozatra vonatkozó összefüggést.
{\displaystyle {\begin{aligned}1+q+q^{2}+q^{3}+\cdots +q^{n-1}+q^{n}&={\frac {1-q^{n+1}}{1-q}}\\{\frac {\mathrm {d} }{\mathrm {d} q}}\left(1+q+q^{2}+q^{3}+\cdots +q^{n-1}+q^{n}\right)&={\frac {\mathrm {d} }{\mathrm {d} q}}{\frac {1-q^{n+1}}{1-q}}\\1+2q+3q^{2}+4q^{3}+\cdots +nq^{n-1}&={\frac {nq^{n+1}-(n+1)q^{n}+1}{(1-q)^{2}}}\\\end{aligned}}}
Úgy is megkaphatjuk az összegképletet, ha táblázatba rendezzük a tagokat a következőképpen:
|                | 1.                | 2.                 | 3.                     | 4.                     | ⋯ | n.                       | sor összege                                  |
| -------------- | ----------------- | ------------------ | ---------------------- | ---------------------- | - | ------------------------ | -------------------------------------------- |
| 1.             | {\displaystyle 1} | {\displaystyle q}  | {\displaystyle q^{2}}  | {\displaystyle q^{3}}  | ⋯ | {\displaystyle q^{n-1}}  | {\displaystyle {\frac {1-q^{n}}{1-q}}}       |
| 2.             |                   | {\displaystyle q}  | {\displaystyle q^{2}}  | {\displaystyle q^{3}}  | ⋯ | {\displaystyle q^{n-1}}  | {\displaystyle {\frac {q-q^{n}}{1-q}}}       |
| 3.             |                   |                    | {\displaystyle q^{2}}  | {\displaystyle q^{3}}  | ⋯ | {\displaystyle q^{n-1}}  | {\displaystyle {\frac {q^{2}-q^{n}}{1-q}}}   |
| 4.             |                   |                    |                        | {\displaystyle q^{3}}  | ⋯ | {\displaystyle q^{n-1}}  | {\displaystyle {\frac {q^{3}-q^{n}}{1-q}}}   |
| ⋯              |                   |                    |                        |                        | ⋯ | ⋯                        | ⋯                                            |
| n.             |                   |                    |                        |                        |   | {\displaystyle q^{n-1}}  | {\displaystyle {\frac {q^{n-1}-q^{n}}{1-q}}} |
| oszlop összege | {\displaystyle 1} | {\displaystyle 2q} | {\displaystyle 3q^{2}} | {\displaystyle 4q^{3}} | ⋯ | {\displaystyle nq^{n-1}} |                                              |

Látható, hogyha oszloponként adjuk összeg az elemeket, akkor a keresett összeget kapjuk. A oszlopok összegeinek összege és a sorok összegeinek összege egyenlő kell hogy legyen, hiszen ugyanazokat a kifejezéseket adjuk összeg mindkét esetben. Ez az összeg pedig pont az, amit keresünk.
{\displaystyle {\begin{aligned}1+2q+3q^{2}+4q^{3}+\cdots +nq^{n-1}&={\frac {1-q^{n}}{1-q}}+{\frac {q-q^{n}}{1-q}}+\cdots +{\frac {q^{n-1}-q^{n}}{1-q}}\\&={\frac {1+q+q^{2}+q^{3}+\cdots +q^{n-1}-nq^{n}}{1-q}}\\&={\frac {{\frac {1-q^{n}}{1-q}}-nq^{n}}{1-q}}\\&={\frac {nq^{n+1}-(n+1)q^{n}+1}{(1-q)^{2}}}\\\end{aligned}}}
A harmadik módszer, amivel megtalálhatjuk az összegképletet, az pont ugyanaz, mint amit a mértani sorozatnál használtunk. A mértani sorozat önhasonlóságát kihasználva vizsgáljuk a sorozat q-szorosát.
{\displaystyle {\begin{aligned}\sum _{k=0}^{n-1}(k+1)q^{k}&=&1&+&2q&+&3q^{2}&+&4q^{3}&+&\cdots &+&nq^{n-1}&\\q\sum _{k=0}^{n-1}(k+1)q^{k}&=&&&q&+&2q^{2}&+&3q^{3}&+&\cdots &+&(n-1)q^{n-1}&+nq^{n}\\\end{aligned}}}
Ha kivonjunk az eredeti összegből a q-szorosát, azt kapjuk, hogy
{\displaystyle (1-q)\sum _{k=0}^{n-1}(k+1)q^{k}=1+q+q^{2}+\cdots +q^{n}-nq^{n}.}
Az algebrai átalakítások elvégzése után ugyanazt a képletet kapjuk, mint a másik két módszerrel.
Így
{\displaystyle \sum _{k=0}^{n-1}(k+1)q^{k}={\frac {nq^{n+1}-(n+1)q^{n}+1}{(1-q)^{2}}}.}

### 1q + 2q2+ 3q3+ ⋯ + nqn
Ennél a sorozatnál is kihasználhatjuk az önhasonlóságot, vagy akár alkalmazhatjuk a táblázatos felírást, azonban ha jobban megnézzük, a fenti sorozat nem más, mint az előző q-szorosa, tehát az összegképlet még könnyebben meghatározható.
{\displaystyle \sum _{k=1}^{n}kq^{k}=q\cdot \sum _{k=0}^{n-1}(k+1)q^{k}={\frac {nq^{n+2}-(n+1)q^{n+1}+q}{(1-q)^{2}}}}

## Végtelen mértani sor

Az animáción jól látható, hogy ahogy növeljük a mértani sorozat összegében a tagok számát, úgy az összeg (piros) egyre jobban közelít a kifejezés értékéhez (kék), ha.

Az 1 + 1/2 + 1/4 + 1/8 + ⋯ végtelen mértani sort szemléltető ábra. A sorozat határértéke 2.

Egy végtelen mértani sor egy olyan végtelen összeg, amelyben a szomszédos tagok hányadosa állandó (azaz tagjai egy mértani sorozat elemei). A mértani (és rokon) sorozatokra vonatkozó összegképlet határértékének vizsgálatával megállapítható, hogy egy végtelen mértani sor csak akkor konvergál véges értékhez, ha a hányados abszolút értéke kisebb, mint 1. A végtelen mértani sor általánosítása a Neumann-sor.
{\displaystyle {\begin{aligned}\sum _{n=0}^{\infty }q^{n}&=\lim _{n\to \infty }\sum _{k=0}^{n}q^{k}\\&=\lim _{n\to \infty }{\frac {1-q^{n+1}}{1-q}}\\&={\frac {1}{1-q}}-\lim _{n\to \infty }{\frac {q^{n+1}}{1-q}}\quad q^{n+1}\to 0{\text{ amikor }}n\to \infty {\text{ ha }}|q|<1\\&={\frac {1}{1-q}}{\text{ ha }}|q|<1\\\end{aligned}}}
Ha az összeg első eleme {\displaystyle q^{m}}, akkor
{\displaystyle \sum _{n=m}^{\infty }q^{n}={\frac {q^{m}}{1-q}}.}
A mértani sorra vonatkozó összegképlet deriválásával tetszőleges variánsok összegképleteit kaphatjuk meg (természetesen azok is csak {\displaystyle |q|<1} esetén konvergálnak).
{\displaystyle \sum _{n=1}^{\infty }nq^{n-1}={\frac {\mathrm {d} }{\mathrm {d} q}}\sum _{n=0}^{\infty }q^{n}={\frac {\mathrm {d} }{\mathrm {d} q}}{\frac {1}{1-q}}={\frac {1}{(1-q)^{2}}}}
Ebből könnyedén felírható, hogy
{\displaystyle \sum _{n=0}^{\infty }nq^{n}={\frac {q}{(1-q)^{2}}}.}
Deriválással hasonlóan számítható, hogy
{\displaystyle \sum _{n=0}^{\infty }(n+2)(n+1)q^{n}={\frac {2}{(1-q)^{3}}},}
{\displaystyle \sum _{n=0}^{\infty }(n+3)(n+2)(n+1)q^{n}={\frac {6}{(1-q)^{4}}}.}
Mivel a végtelen mértani sorok konvergálnak bizonyos feltételek mellett, így több egyszerűen alkalmazható konvergenciatesztnek is alapját képezik, mint pl. a gyök-teszt vagy a hányados-teszt.

### Geometriaihatványsor
Az
{\displaystyle {\frac {1}{1-x}}=1+x+x^{2}+x^{3}+\cdots }
összegfüggés értelmezhető az {\displaystyle {\frac {1}{1-x}}} kifejezés Taylor-soraként is, amely {\displaystyle |x|<1} esetén konvergens. Ebből aztán további hatványsorokat lehet előállítani.
{\displaystyle {\begin{aligned}\arctan(x)&=\int {\frac {1}{1+x^{2}}}\mathrm {d} x\\&=\int {\frac {1}{1-(-x^{2})}}\mathrm {d} x\\&=\int \left(1+(-x^{2})+(-x^{2})^{2}+(-x^{2})^{3}+\cdots \right)\mathrm {d} x\\&=\int \left(1-x^{2}+x^{4}-x^{6}+\cdots \right)\mathrm {d} x\\&=x-{\frac {x^{3}}{3}}+{\frac {x^{5}}{5}}-{\frac {x^{7}}{7}}+\cdots \\&=\sum _{n=0}^{\infty }{\frac {(-1)^{n}x^{2n+1}}{2n+1}}{\text{ ha }}|x|<1\\\end{aligned}}}
A kapott formula {\displaystyle x=1} esetén is konvergál, a határértéke pedig {\displaystyle {\frac {\pi }{4}}}.
{\displaystyle 1-{\frac {1}{3}}+{\frac {1}{5}}-{\frac {1}{7}}+\cdots ={\frac {\pi }{4}}}
Ezen összefüggés a híres Leibniz-féle sor.
{\displaystyle {\begin{aligned}\ln(1+x)&=\int {\frac {1}{1+x}}\mathrm {d} x\\&=\int {\frac {1}{1-(-x)}}\mathrm {d} x\\&=\int \left(1+(-x)+(-x)^{2}+(-x)^{3}+\cdots \right)\mathrm {d} x\\&=\int \left(1-x+x^{2}-x^{3}+\cdots \right)\mathrm {d} x\\&=x-{\frac {x^{2}}{2}}+{\frac {x^{3}}{3}}-{\frac {x^{4}}{4}}+\cdots \\&=\sum _{n=0}^{\infty }{\frac {(-1)^{n}x^{n}}{n}}{\text{ ha }}|x|<1\\\end{aligned}}}
A fenti összefüggés a híres Mercator-sor, amely {\displaystyle x=1} esetén is konvergens, ebből adódik a {\displaystyle \ln(2)} sokak által ismert feltételesen konvergens sorbafejtése:
{\displaystyle 1-{\frac {1}{2}}+{\frac {1}{3}}-{\frac {1}{4}}+\cdots =\ln(2)}.

## A mértani sorozat első n tagjának szorzata
Írjuk fel tényezőnként ezt a szorzatot:{\displaystyle a_{1}\cdot (a_{1}\cdot q)\cdot (a_{1}\cdot q^{2})\cdot (a_{1}\cdot q^{3})\cdot ...\cdot (a_{1}\cdot q^{n-1})=a_{1}^{n}\cdot q^{1+2+3+...+n-1}}.

Mivel: {\displaystyle 1+2+3+...+n-1={\frac {n(n-1)}{2}}} (lásd: számtani sorozat), a mértani sorozat első n tagjának szorzata:

## A mértani sorozat konvergenciája
Állítás: Ha {\displaystyle (a_{i})} végtelen mértani sorozat, akkor akkor és csak akkor tart nullához, ha hányadosának abszolútértéke egynél kisebb.
Bizonyítás: A bizonyítást két irányból végezzük el. Egyszer belátjuk, hogy a sorozat konvergens, és határértéke nulla, ha a hányados abszolútértéke egynél kisebb. Másodszor belátjuk, hogy a sorozat nem tart nullához, ha a hányados abszolútértéke nem egynél kisebb.
1. A sorozat konvergens, és határértéke nulla, ha a hányados abszolútértéke egynél kisebb.
Adva legyen egy {\displaystyle \varepsilon >0} valós szám. Ehhez keresünk egy {\displaystyle i_{0}} indexet, hogy minden {\displaystyle i>i_{0}} esetén
{\displaystyle |a_{i}|<\varepsilon }. {\displaystyle \mathbf {(1)} }
Mivel {\displaystyle 0<|q|<1}, és {\displaystyle {\tfrac {\varepsilon }{|a_{0}|}}>0}, létezik 
{\displaystyle i_{0}=:{\frac {\ln \left({\frac {\varepsilon }{|a_{0}|}}\right)}{\ln(|q|)}}}.
ahol {\displaystyle \ln } a természetes logaritmus.
Amiatt, hogy {\displaystyle |q|<1\Rightarrow \ln(|q|)<0}, megfordul az összes {\displaystyle i>i_{0}}  egyenlőtlenség, ha szorzunk {\displaystyle \ln(|q|)}-val:
{\displaystyle i\cdot \ln |q|<i_{0}\cdot \ln |q|=\ln \left({\frac {\varepsilon }{|a_{0}|}}\right)};
Az {\displaystyle i\in \mathbb {N} } indexekre {\displaystyle i\cdot \ln |q|=\ln \left(|q|^{i}\right)=\ln \left(\left|q^{i}\right|\right)}; az egyenlőtlenség iránya megmarad, ha az {\displaystyle e} számot ezekre a kitevőkre emeljük:
{\displaystyle \left|q^{i}\right|<{\frac {\varepsilon }{|a_{0}|}}};
Az {\displaystyle |a_{0}|>0} egyenlőtlenség miatt az egyenlőtlenség iránya megmarad, ha szorzunk az {\displaystyle |a_{0}|\cdot \left|q^{i}\right|=\left|a_{0}\cdot q^{i}\right|} nevezővel:
{\displaystyle \left|a_{0}\cdot q^{i}\right|<\varepsilon }; így (1), q. e. d.
2. A sorozat határértéke nem lehet nulla, ha a hányados abszolútértéke nem egynél kisebb. Más szavakkal, ha {\displaystyle |q|\geq 1}, akkor a sorozat nem tart nullához.
Ha {\displaystyle (a_{i})} nem nullsorozat, akkor választható {\displaystyle \varepsilon >0} úgy, hogy minden {\displaystyle a_{i}} esetén {\displaystyle |a_{i}|\geq \varepsilon }.
Az {\displaystyle |q|\geq 1} feltétel mellett szorozva {\displaystyle \left|a_{0}\cdot q^{i}\right|}-vel adódik, hogy:
{\displaystyle \left|a_{0}\cdot q^{i+1}\right|\geq \left|a_{0}\cdot q^{i}\right|}, damit:
{\displaystyle |a_{i+1}|\geq |a_{i}|}. {\displaystyle \mathbf {(2)} },
mivel az egyenlőtlenség iránya {\displaystyle \left|a_{0}\cdot q^{i}\right|>0} miatt megmarad.
Választunk egy {\displaystyle \varepsilon } valós számot, hogy {\displaystyle |a_{0}|\geq \varepsilon >0}. Így (2)-vel teljesül, hogy minden {\displaystyle i>0} esetén: {\displaystyle |a_{i}|\geq \varepsilon }, q. e. d.

## Alkalmazások
A mértani sorozat növekedési folyamatot ír le, melynek során egy mennyiség minden lépésben ugyanannyiszorosára nő. Példák:

### Kamatos kamat
Legyen a kamatos kamat kamata 5%! Ez azt jelenti, hogy a tőke minden évben 1,05-szeresére nő. Ez a növekedési tényező. A tőke minden évben {\displaystyle q=1{,}05}-szeresére nő. Ha a kezdőtőke 1000 euró, akkor 
- az első év után a tőke

{\displaystyle 1000\,{\text{euró}}\cdot 1{,}05=1050\,{\text{euró}},}
- a második év után

{\displaystyle 1000\,{\text{euró}}\cdot 1{,}05^{2}=1102{,}50\,{\text{euró}},}
- a harmadik év után

{\displaystyle 1000\,{\text{euró}}\cdot 1{,}05^{3}=1157{,}63\,{\text{euró}}}
és így tovább.

### Temperált hangolás
A hangszerek különbözőképpen hangolhatók, illetve különböző hangolással készíthetők. Ezek egyike a temperált hangolás. Ez arról nevezetes, hogy hangközei egyenletesek, azaz minden hangközlépés (kis szekund) a hang frekvenciáját ugyanannyiszorosára változtatja. Egy oktávban 12 kis szekund van, és tudjuk, hogy a (felfelé lépő) oktáv kétszeresére növeli a frekvenciát. Így az egyes kis szekundok frekvenciaaránya {\displaystyle q={\sqrt[{12}]{2}}}. Ha az oktávot az {\displaystyle a_{0}} frekvenciájú hangról indulva kezdjük építeni, akkor az oktávban a következő frekvenciák szerepelnek:
{\displaystyle f(i)=a_{0}\cdot \left({\sqrt[{12}]{2}}\right)^{i}},
ahol az {\displaystyle i} 0-tól 12-ig terjed.

## Történet
A mértani sorozat fogalmát már az ókori egyiptomiak is ismerték, és összegük is érdekelte őket; konkrét feladatok esetén ki is tudták számolni az összeget. Megtalálták ugyanis a Rhind-papiruszon a következő feladat – amely később feladatgyűjteményekben és népi találós kérdésekben is felbukkant – igen tömör megoldását: „Ha 7 ház mindegyikében 7 macska van, mindegyik megfogott 7 egeret, minden egér megevett 7 búzaszemet, minden búzaszemből 7 hekat búza termett volna, hány hekat búza lett volna abból?” A papiruszon maga a feladat nem szerepel, csak a megoldás szűkszavú leírása ("Ház: 7 – macska: 49 – egér: 343 – ..." stb.), de lehetetlen nem rájönni; továbbá a papirusz nem utal az összegképlet ismeretére: végigszámolták a sorozat tagjait, és úgy adták össze.
Hasonló példa szerepel egy XIX. századi angol nonszensz mondókában:
As I was going to St. Ives, 
 I met a man with seven wives, 
 Every wife had seven sacks, 
 Every sack had seven cats, 
 Every cat had seven kits, 
 Kits, cats, sacks and wives, 
 How many were going to St. Ives?
(Ez a példa az Egyiptomitól annyiban tér el, hogy beugratós feladat: csak egyvalaki ment St. Ives-ba, mégpedig a vers elbeszélője, az asszonyos-zsákos kompánia St. Ives felől jött, nem pedig oda ment).

## Fordítás
Ez a szócikk részben vagy egészben  a   Geometrische Folge című német Wikipédia-szócikk fordításán alapul.  Az eredeti cikk szerkesztőit annak laptörténete sorolja fel. Ez a jelzés csupán a megfogalmazás eredetét és a szerzői jogokat jelzi, nem szolgál a cikkben szereplő információk forrásmegjelöléseként.